# Borolia lilloana
Borolia lilloana là một loài bướm đêm trong họ Noctuidae.